# Vineuil, Loir-et-Cher
Vineuil är en kommun i departementet Loir-et-Cher i regionen Centre-Val de Loire i de centrala delarna av Frankrike. Kommunen ligger i kantonen Vineuil som tillhör arrondissementet Blois. År 2022 hade Vineuil 8 050 invånare.

## Befolkningsutveckling
Antalet invånare i kommunen Vineuil
| Referens: INSEE |